# Future Shop

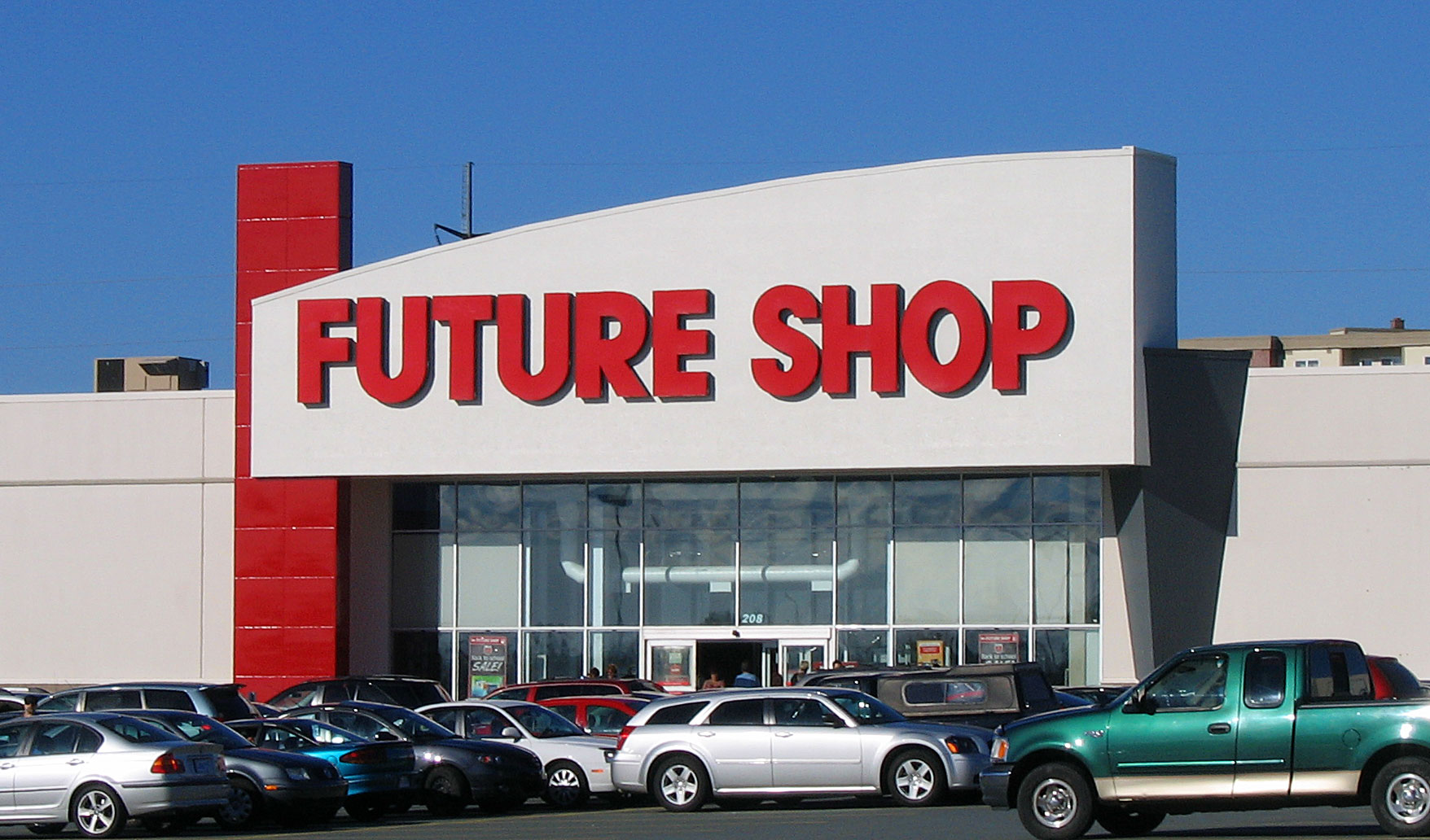
Future Shop situé à Halifax

Future Shop était une chaîne canadienne de magasins d'électronique ayant été créée en 1982 par Hassan Khosrowshahi. En 1990, la chaîne devient le plus gros revendeur de matériels électroniques du pays. En 2013, elle disposait de 139 magasins au Canada.
Le 28 mars 2015, Best Buy, société mère de l'enseigne, annonce la fermeture définitive des magasins Future Shop, 65 magasins rouvriront sous le nom Best Buy tandis que 66 autres disparaissent définitivement.

## Histoire

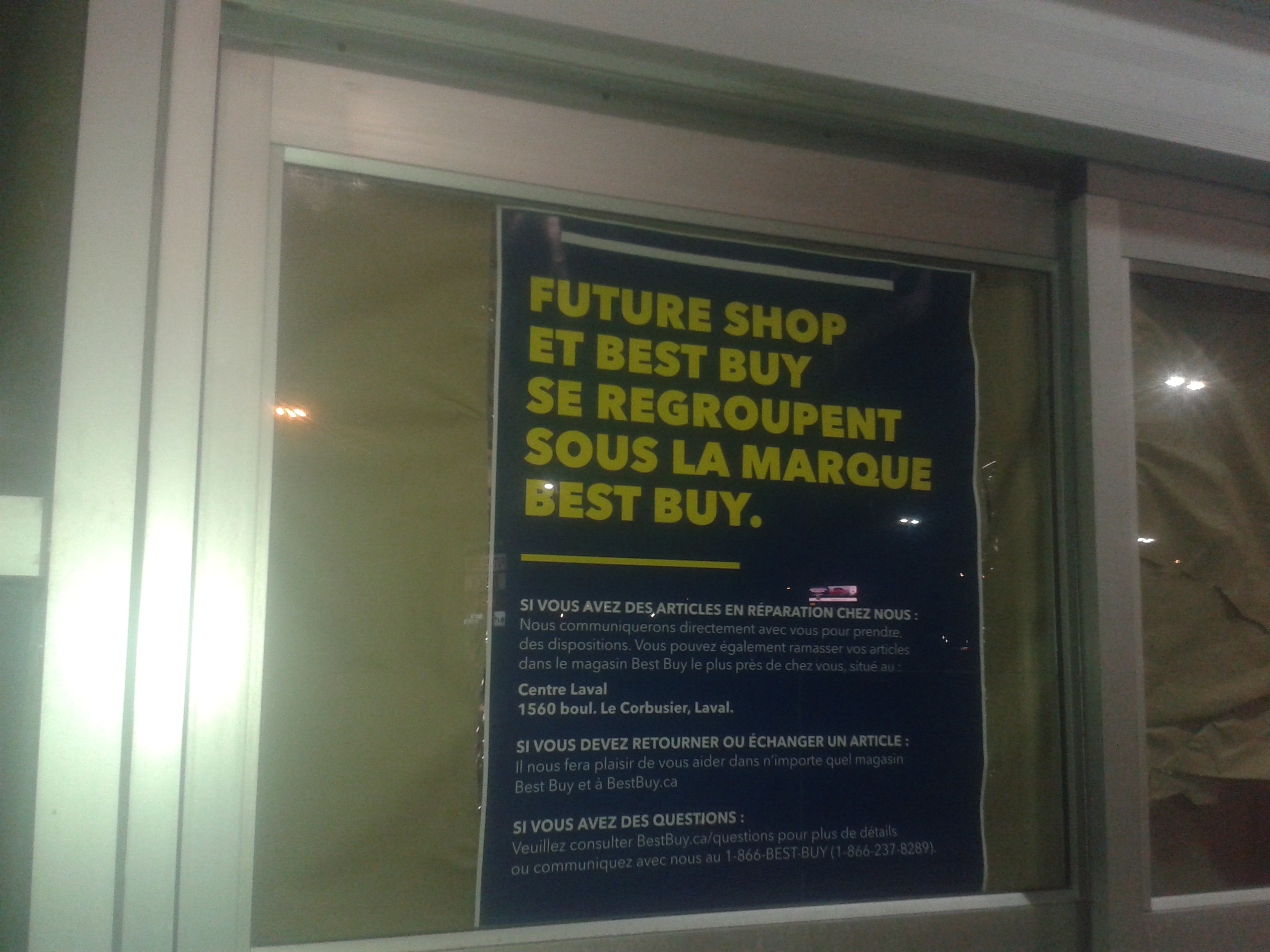
Note de fermeture dans le mail Centre Laval à Laval, Québec.

Le premier magasin Future Shop a été créé en 1982 à Vancouver en Colombie-Britannique par Hassan Khosrowshai (en). Future Shop est achetée par l'entreprise américaine Best Buy le 4 novembre 2001 au coût de 580 M$ CA. Malgré ça, Future Shop continue de prendre de l'expansion, ouvrant même son 100ème magasin le 21 août 2002 dans le centre commercial qui a remplacé l'ancien Forum de Montréal. Le 15 mars 2015, l'entreprise annonce que les magasins Future Shop restants deviendront des Best Buy, mettant ainsi fin à la marque.